# Sphaerolobium alatum
Sphaerolobium alatum är en ärtväxtart som beskrevs av George Bentham. Sphaerolobium alatum ingår i släktet Sphaerolobium och familjen ärtväxter. Inga underarter finns listade i Catalogue of Life.